# Albert Wojnilower
Albert Martin Wojnilower (geboren 3. Februar 1930 in Wien) ist ein austroamerikanischer Ökonom.

## Leben
Albert Martin Wojnilowers Vater Theodore Wojnilower stammte aus Snjatyn und arbeitete als Jurist in Wien, seine Mutter Lissy Koppel stammte aus Czernowitz. Wojnilowers Familie floh nach dem Anschluss Österreichs 1938 in die Niederlande und gelangte 1939 in die USA.
Wojnilower studierte an der Columbia University, erhielt 1951 einen M.A. und wurde 1960 dort auch promoviert. Ab 1951 arbeitete er bei der Federal Reserve Bank of New York und machte dort rasch Karriere. Wojnilower heiratete 1952 die 1932 in Liberec geborene Sue Freudenfels, die 1938 in die USA geflohen war, sie haben vier Kinder. 1963/64 arbeitete er bei der First National City Bank of New York und ab 1964 als Chefökonom bei der First Boston Corporation in New York City, ab 1966 als einer der Vizepräsidenten. 1986 zog er sich in der Rolle eines Senior Adviser aus dem Tagesgeschäft der Bank zurück.
Wojnilower war spezialisiert auf Konjunkturvorhersagen, Geldtheorie und Finanztheorie. Er unterrichtete in den 1960er Jahren am Baruch College und lehrte dann als Adjunct Professor of Finance an der New York University. Seit 1974 nahm er einen Lehrauftrag an der New York University School of Business Administration wahr. Während der Präsidentschaft Gerald Fords wurde er 1974 in den Council of Economic Advisers des Präsidenten berufen.

## Schriften (Auswahl)
- The government and the size distribution of income in the United States (a conceptual study). Master-Arbeit. 1951
- Changes in the quality of business loans of commercial banks. Dissertation Columbia University. 1960
- The quality of bank loans : a study of bank examination records. New York : National Bureau of Economic Research, 1962
- The Central Role of Credit. Crunches in Recent. Financial History. Brookings Papers on Economic Activity, vol. 2, 1980, S. 277–339